# Frédéric de Lafresnaye
Pour les articles homonymes, voir André de La Fresnaye et Roger de La Fresnaye.
Noël-Frédéric-Armand André, 3e baron de La Fresnaye ou de Lafresnaye, né le 24 juillet 1783 au château de La Fresnaye à Falaise où il est mort le 14 juillet 1861, est un collectionneur et un ornithologue français.
Il travaille avec Alcide Dessalines d'Orbigny (1806-1876) et décrit de nombreuses espèces comme des perroquets et des Aras.
Il épouse Isaure Guéneau de Montbéliard, petite-fille de son correspondant et ami, Philibert Guéneau de Montbéliard, collaborateur de Buffon.

## Hommages
Plusieurs espèces lui ont été dédiées dont :
- Colibri de Lafresnaye — Lafresnaya lafresnayi (Boissonneau, 1840)
- Picumne de Lafresnaye — Picumnus lafresnayi Malherbe, 1862
- Râle de Lafresnaye — Gallirallus lafresnayanus Verreaux et DesMurs, 1860

## Quelques espèces décrites
- Ara de Lafresnaye - Ara rubrogenys Lafresnaye, 1847
- Atelornis pittoides (Lafresnaye, 1834)
- Attila de Lafresnaye - Attila bolivianus Lafresnaye, 1848
- Dacnis flaviventer (Orbigny & Lafresnaye, 1838)
- Heliangelus amethysticollis (Orbigny & Lafresnaye, 1838)
- Hirundinea Orbigny et Lafresnaye, 1837
- Myiotriccus ornatus (Lafresnaye, 1853)
- Paroaria capitata (Orbigny & Lafresnaye, 1837)
- Picumnus temminckii Lafresnaye, 1845
- Piezorhina Lafresnaye, 1843
- Piezorhina cinerea (Lafresnaye, 1843)
- Pyrrhomyias cinnamomeus (Orbigny et Lafresnaye, 1837)
- Tamatia de Lafresnaye — Malacoptila panamensis Lafresnaye, 1847
- Todirostre de Lafresnaye — Hemitriccus striaticollis (Lafresnaye, 1853)
- Vanga de Lafresnaye — Xenopirostris xenopirostris (Lafresnaye, 1850)
- Xenospingus concolor (Orbigny et Lafresnaye, 1837)